# Казімеж Лясковський
Казімеж  Пьотр Лясковський герба Кораб (1850, Львів — 12 квітня 1922, Львів) — польський поміщик, власник маєтку Бажанівка, чиновник і громадський діяч, цісарський камергер, радник і делегат намісництва, депутат Галицького сейму, депутат Маршалок цісарської ради Сяніцького повіту .

## Біографія

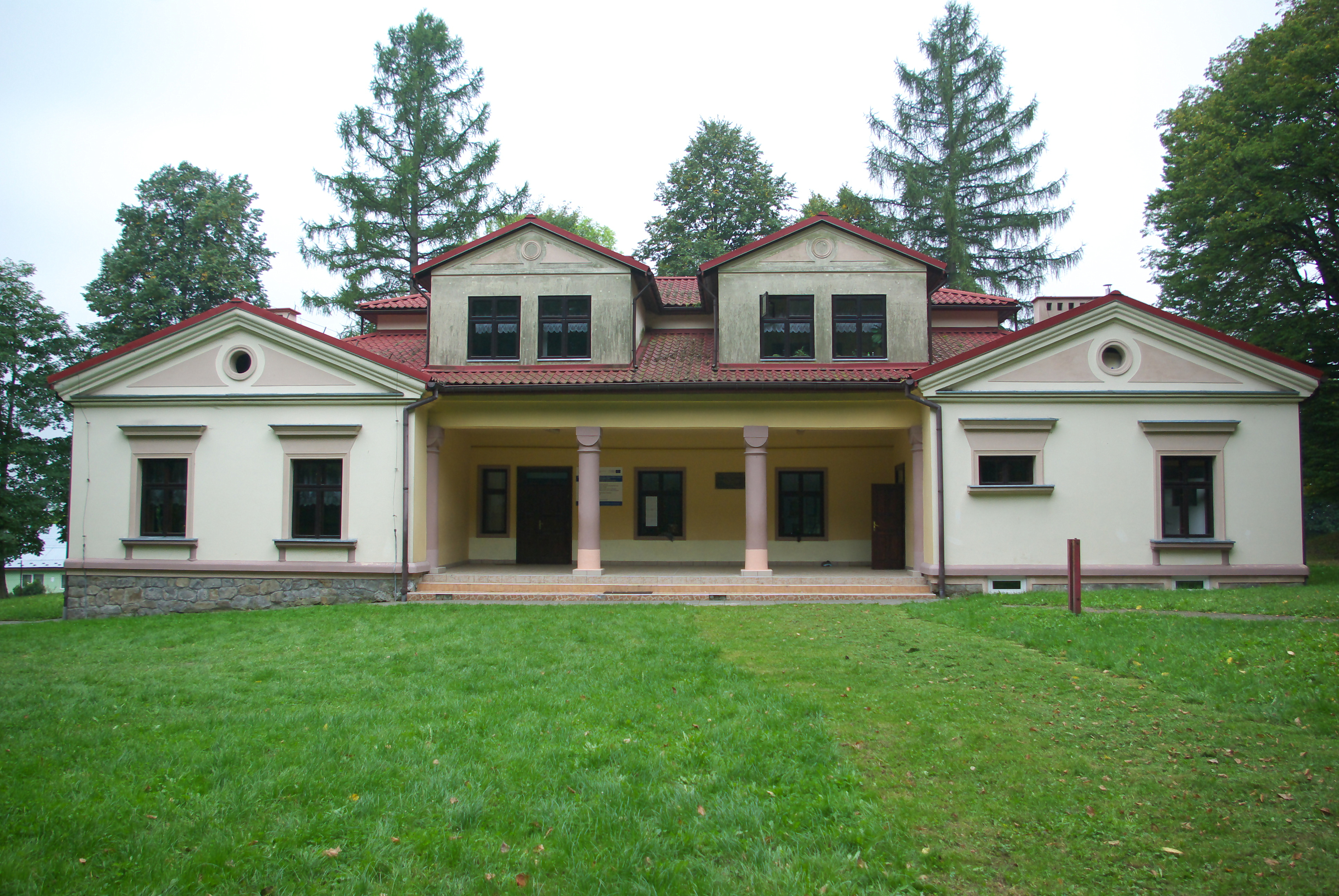
Будівля колишньої садиби Лясковських у Базанівці

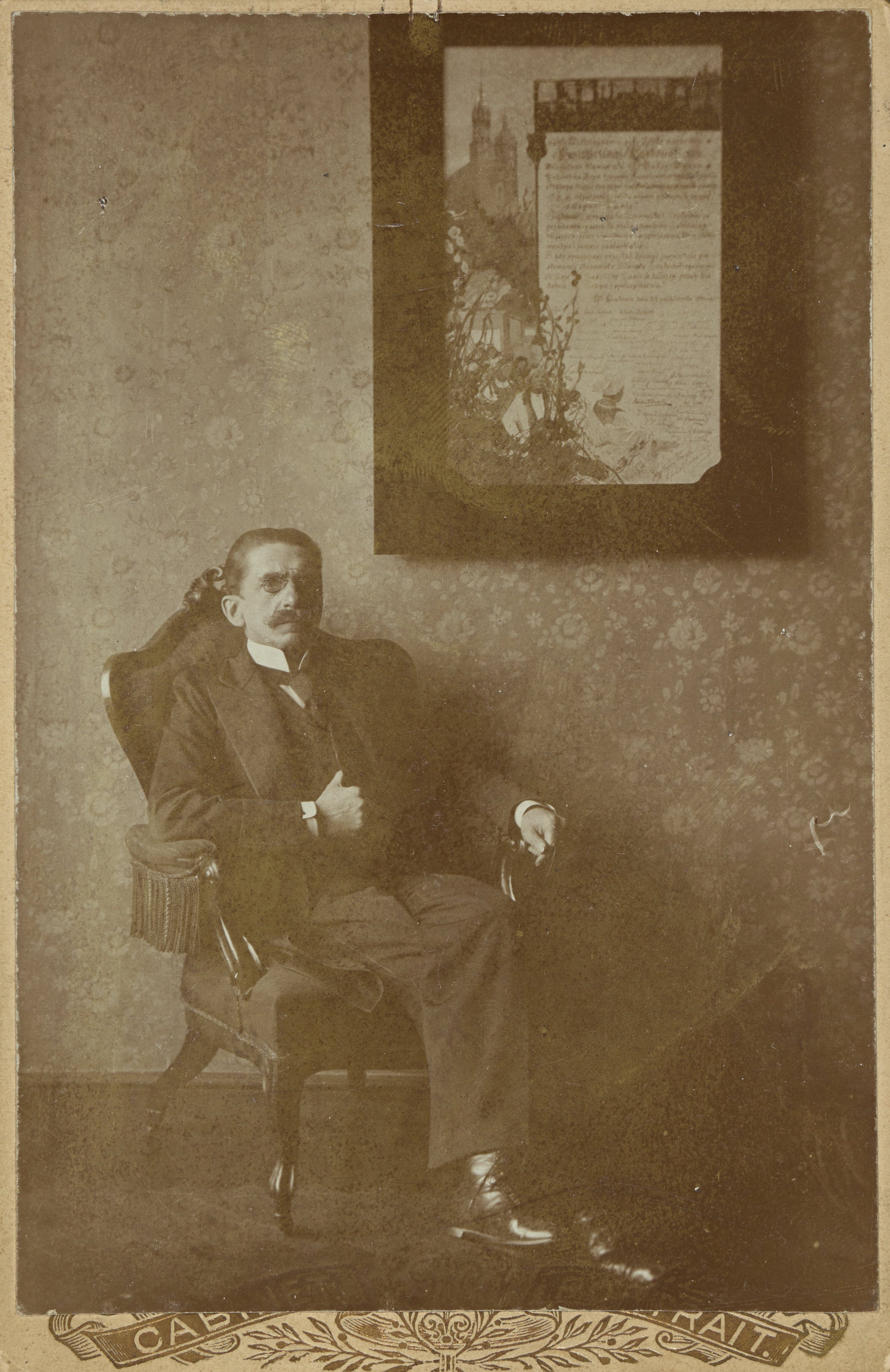
Казімеж Пьотр Лясковський

Його батьками були Феліціян Лясковський (пом. 1869) та Анеля, уроджена Лось герба Домброва (пом. 1882), які з 1844 володів селом Бажанівка. Його брати і сестри були: Марія, Владислав, Станіслав і Ядвіга.
У 1872 році закінчив юридичні студії на юридичному факультеті Львівського університету . Під час навчання був президентом «Братської допомоги», також заснував асоціацію «Бит». Поступив на державну службу в Австро-Угорщині. Працював у прокуратурі, потім у губернаторстві, де був уповноваженим президії під час канцелярії графа Альфреда Юзефа Потоцького. У 5-й каденції Крайового сейму Галичини (1882—1889 рр.), під час його п'ятої сесії, він був постійним заступником губернатора й урядового комісара Філіпа Залеського та цісарським радником намісництва від уряду. Обіймав посаду старости цісарської канцелярії Бжезького повіту, був міністерським секретарем у міністерстві внутрішніх справ у Відні, радником намісництва при Крайовій шкільній раді у Львові. З 1892 року був делегатом намісництва в Кракові. Отримав звання підпоручика і камергера, а в 1893 році — надвірного радника. Після виходу у відставку в 1901 році він став заступником маршалка в Національному департаменті. У наступні роки обирався депутатом 8-го (1901—1907), 9-го (1908—1913), 10-го (1913—1914) складів від 1-ї курії Сяноцького округу. З 1907 р. входив до складу Цісарської Ради Сяніцького повіту, обраного від гурту міських гмін, близько 1909 р. — до складу повітового відділу, у с. на наступних виборах до Ради в 1912 році він був переобраний від групи більших маєтків, 29 жовтня 1912 року він був обраний президентом (маршалком) повітового відділу. Виконував також обов'язки старости Краківського повіту.
Приблизно з 1908 року був заступником голови окружної управи у Сяноку Товариства «Кулко рольніче» у Львові. Був членом Товариства благоустрою міста Сянок. У Національному банку Королівства Галичини та Лодомерії Великого князівства Краківського у Львові він був директором з 1902 року, віце-президентом і президентом з 1913 по 1918 рік. Був заступником президента місцевої залізниці Хабувка — Закопане. Належав до Товариства Галицької ощадної каси у Львові. Він був активістом і президентом Товариство земельного кредиту, обраним у 1921 році (після смерті Стефана Мойси). Був довічним членом Товариства сприяння польській науці. Член і активіст Галицької господарчого товариства, член її сяноцького осередку. Деякий час він був президентом ГГТ (10 червня 1909 — 24 червня 1910).
Під час Першої світової війни, після створення Верховного Крайового Комітету і створення його в Сяноці, він увійшов до складу Повітового Крайового Комітету в Сяноку.
Після смерті батька Казімеж Лясковський успадкував маєток у 1875 році. На початку ХХ століття він володів там 212 га. У 1882 році Анна Мілковська (донька Едуарда та Магдалини, уродженої Тшечеської) стала його дружиною), дітей у них не було. Вони обоє вели господарство в Бажівці, були громадсько активними в селі, підтримували будівництво місцевої каплиці св. Анни, придбання її обладнання.
Казимир Лясковський помер 12 квітня 1922 року у Львівській філармонії під час концерту твору «Стабат Матер» Джоаккіно Россіні. Похований у родинній гробниці в Горлиці.
Після нього у 1921 році маєток у Бажівці успадкував його прийомний племінник Данієль Родич-Лясковський (1884—1957), одружений з Марією (1901—1989), дочкою Станіслава Осташевського з Климківки. Після Другої світової війни маєток Лясковських у Базанівці був захоплений у складі т. зв. аграрна реформа, Державним казначейством Народної Польщі. У садибному будинку розташовувалася початкова школа.

## Ордени та нагороди
- Командор із зіркою ордена Франца Йосифа (Австро-Угорщина, 1901)[4][5][35]
- Кавалер ордена Леопольда (Австро-Угорщина, 1898)[3][4][5]
- Військовий хрест «За громадянські заслуги» 2-го ступеня (Австро-Угорщина, 1917)[36]
- Пам'ятна ювілейна медаль для цивільних державних службовців (Австро-Угорщина, до 1912 р.)[11]
- Ювілейний хрест для цивільних державних службовців (Австро-Угорщина, до 1912 р.)[11]